# Gyakorikérdések.hu
A gyakorikérdések.hu egy magyar webhely, ahol a regisztrált felhasználók különféle kategóriákban írhatnak ki kérdéseket, illetve válaszolhatnak a már kiírt kérdésekre.

## Jellemzői
A regisztráció ingyenes, a kérdezés és válaszadás pedig a felhasználó igénye szerint anonim vagy becenévvel ellátott. A kérdések és válaszok regisztráció nélkül is olvashatóak. A kérdésekre érkezett válaszokat a regisztrált felhasználók értékelhetik is. Az oldal 2006. október 21-én nyílt meg a nagyközönség előtt.
Mivel az oldalon bárki tehet fel kérdést és válaszolhat akár anonim módon is, sok értelmetlen, rosszindulatú, illetve nem segítőkész, hanem a kérdésből viccet, gúnyt űző válasz születik. Az oldalt sokan használják internetes zaklatásra, mások lejáratására. Az oldal működésének anonim volta komoly emberi jogi kérdéseket vet fel (az oldal túlságosan is alkalmas identitáslopásra, más nevében történő manipulációra).
2017-ben egy fiatal az Iszlám Államhoz való csatlakozásról kérdezett az oldalon, ami miatt később feljelentették és terrorcselekmény előkészülete miatt vádat emeltek ellene.
2018-ban az oldalról színdarabot készített az Affér Színház, Gyakori kérdések címmel. 
A honlap 2020. május 12-én lecserélte indulása óta használt arculatát egy modernebb dizájnra, új funkciókkal is bővült, és az oldal mobil felületet is kapott.

## Statisztikák
Az oldalon 2024 novemberéig közel 12,2 millió kérdést tettek fel, melyekre 77 milliónál is több válasz érkezett. 
Több mint 1 500 000 regisztrált felhasználó van, ezeknek kb. 5-10%-a látogatja rendszerességgel az oldalt; a regisztráció nélkül böngészők száma ennek sokszorosa.